# Півень Олександр Сергійович
Олекса́ндр Сергі́йович Пі́вень (3 жовтня 1987 — 8 травня 2016) — старший солдат Збройних сил України, учасник російсько-української війни на Донбасі.

## Життєпис
Народився 1987 року у місті Конотоп (Сумська область) у родині офіцера. Закінчив Чернігівський ліцей з посиленою військово-фізичною підготовкою; студент 2-го курсу Конотопського інституту — мріяв стати інженером.
У часі війни — старший солдат батальйону 55-ї окремої артилерійської бригади.
8 травня 2016 року загинув о 16:01 поблизу міста Авдіївка, підірвавшись на фугасі під час проведення інженерних розвідувальних робіт на взводному опорному пункті щодо облаштування блокпоста.
11 травня 2016 року був похований у Конотопі.

## Нагороди та вшанування
- указом Президента України № 522/2016 від 25 листопада 2016 року «За особисту мужність і високий професіоналізм, виявлені у захисті державного суверенітету та територіальної цілісності України, вірність військовій присязі» — нагороджений орденом «За мужність» III ступеня (посмертно)[1]
- на честь Олександра Півня в Конотопі названа вулиця.